# 2-Iminothiolan
2-Iminothiolan, auch als Trauts-Reagenz bezeichnet, ist ein cyclisches Thioimidat. Die Verbindung wird vor allem zur Thiolierung von primären Aminen in der Biochemie verwendet.

## Anwendung
2-Iminothiolan reagiert mit primären Aminen, beispielsweise mit dem N-Terminus eines Peptids oder innerhalb eines Peptids mit der ε-Aminogruppe von Lysin, unter Ringöffnung und Bildung eines Thiols. Die Reaktion wird üblicherweise in gepufferter wässriger Lösung mit einem pH-Wert von 7 bis 10 und bei Raumtemperatur durchgeführt.
An das Thiol können in nachfolgenden Schritten funktionelle Molekülgruppen, beispielsweise über einen Maleinimid-Linker oder per Disulfidbrückenbindung gekoppelt werden. 2-Iminothiolan wurde erstmals 1973 von Robert R. Traut und Kollegen an der University of California (Department of Biological Chemistry der School of Medicine) für die Thiolierung an der 30S-Unterheit des Ribosoms von Escherichia coli verwendet. Deshalb wird 2-Iminothiolan auch als Trauts-Reagenz bezeichnet.

Die Reaktion von 2-Iminothiolan mit einer Aminogruppe eines Peptids.

Die Länge des Linkers bei einer Protein-Protein-Kupplung beträgt 1,45 nm, bei einer RNA-Protein-Kupplung 0,5 nm.

## Eigenschaften
Der Oktanol-Wasser-Verteilungskoeffizient (log P) beträgt 0,74.
2-Iminothiolan wird üblicherweise bei 2 bis 8 °C gelagert.